# Beyond Creation
Beyond Creation est un groupe canadien de death metal technique et progressif, originaire de Montréal, au Québec. Le groupe publie son premier album studio, The Aura (2011), un second, Earthborn Evolution (2014) et un troisième, Algorythm (2018).

## Biographie
Le groupe est formé en 2005 à Montréal, au Québec, par le guitariste et chanteur Simon Girard et le guitariste Nicolas Domingo Viotto. Dans les premières années, les deux musiciens sont restés seuls et ne pouvaient pas se produire sur scène. Après trois ans, Kevin Chartré, un collègue de Simon Girard, est recruté en tant que bassiste. Après plusieurs essais de prise de vue, le guitariste Nicolas Domingo Viotto quitte le groupe.
En janvier 2010, Dominic « Forest » Lapointe rejoint le groupe en tant que bassiste. Un an plus tard est apparu le premier album, The Aura. À la fin de 2012, Philippe Boucher, arrive en tant que nouveau batteur. En février 2013, le groupe signe un contrat chez Season of Mist. Ils tournent alors avec Cannibal Corpse, Napalm Death et Immolation à travers l'Amérique du Nord, ainsi que sur qu'avec Vomitory au Japon,. Cette même année, le label réédite leur premier album, The Aura. L'année suivante, en 2014, ils repartent en tournée à travers les États-Unis et le Canada. Vers la fin de l'année, ils sortent l'album Earthborn Evolution. Ensuite, le groupe part en Australie, et effectue un deuxième tour au Japon avec Mors Principium Est. 
À l'été 2015, le groupe participe à plusieurs Festivals, comme le Heavy MTL et le Amnesia Rockfest. Vers la fin de l'année, ils tournent avec Hate Eternal et Misery Index. Au début de 2016, le groupe participe à la NAMM Show afin d'honorer leur partenariat avec le luthier Strandberg. Ils partent ensuite pour  une première Tournée au Mexique, et des concerts avec Gorod dans l'Est du Canada suivent. En 2017, le groupe part en tournée en Europe et au moyen orient, avec notamment des dates au Hellfest, à Clisson, et des concerts avec Dying Fetus.
En 2018, le groupe sort un nouvel album, Algorythm, sous le label Season of Mist.

## Style musical
Le groupe joue un death metal très technique, comparable à d'autres groupes, comme Neuraxis ou Augury. La guitare, les percussions et la basse doivent être très précises, malgré des changements de tempo fréquents.

## Membres

### Membres actuels
- Simon Girard – guitare, chant (depuis 2005)
- Kevin Chartré – guitare, chœurs (depuis 2007)
- Philippe Boucher – batterie (depuis 2012)
- Hugo Doyon-Karout – basse (depuis 2015)

### Anciens membres
- Nicolas Domingo Viotto, guitare (2005–2007)
- Guyot Begin-Benoit - batterie (2008–2012)
- Dominic « Forest » Lapointe - basse (2010-2015)

## Discographie
- 2010 : Démonstration (démo)
- 2011 : The Aura (réédité en 2013 par Season of Mist)
- 2014 : Earthborn Evolution (Season of Mist)
- 2018 : Algorythm (season of Mist)